# Chrysolina lichenis
Chrysolina lichenis là một loài bọ cánh cứng trong họ Chrysomelidae. Loài này được Richter miêu tả khoa học năm 1820.